# Dragendorffovo činidlo

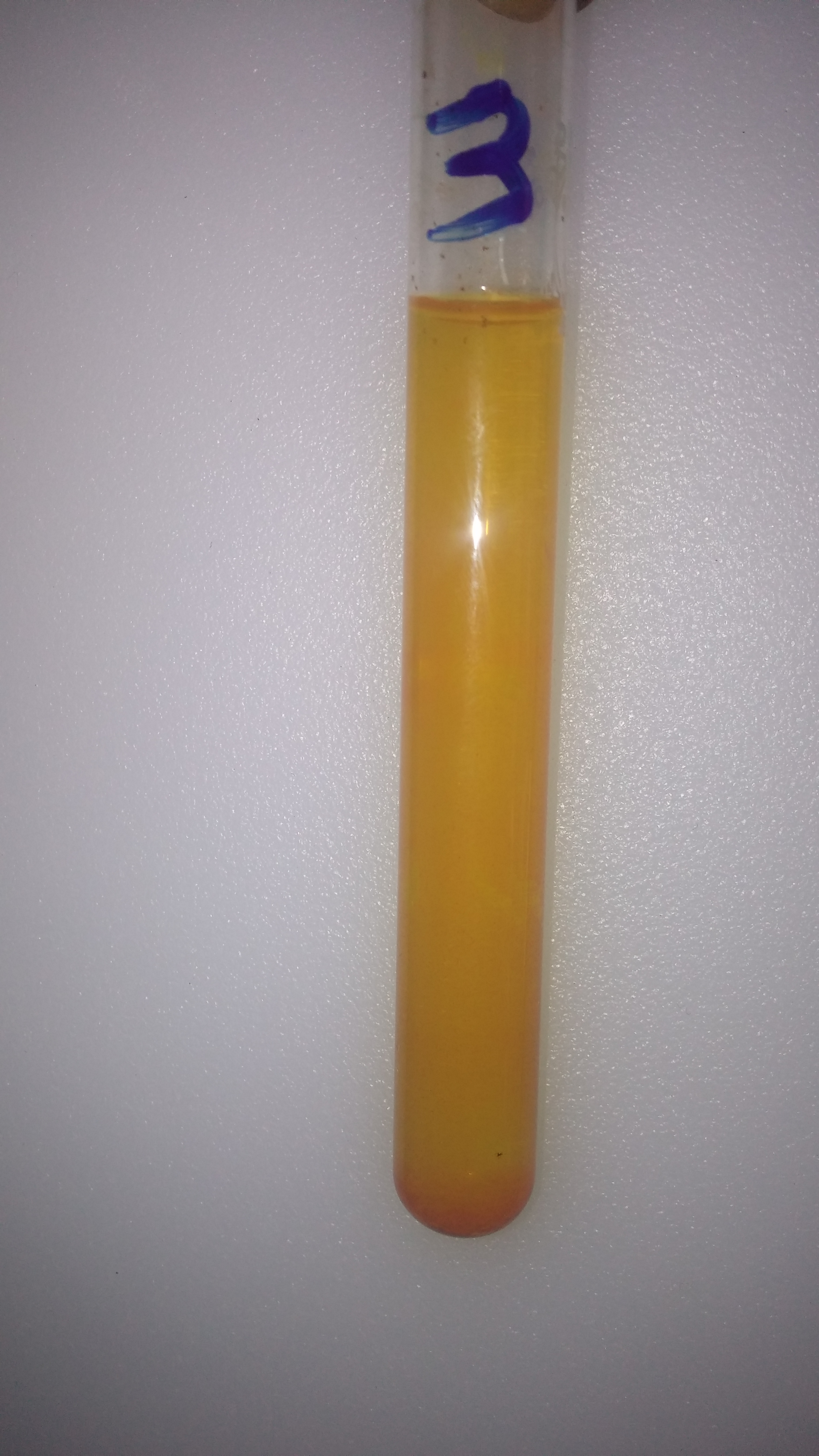
Dragendorffovo činidlo po reakci s alkaloidy z Kapary trnité. Lze si povšimnout nápadně oranžového zbarvení roztoku.

Dragendorffovo činidlo je barevné činidlo používané k důkazu přítomnosti alkaloidů ve zkoumaném vzorku. Pokud jsou ve vzorku obsaženy alkaloidy, reagují s Dragendorffovým činidlem za vzniku oranžové až oranžovočervené sraženiny.
Toto činidlo objevil německý farmakolog Johann Georg Dragendorff (1836–1898) na Tartuské univerzitě.

## Složení
Dragendorffovo činidlo je vodný roztok jodidu draselno-bismutitého, připravuje se z dusičnanu bismutitého (Bi(NO3)3), kyseliny vinné a jodidu draselného (KI). Nejprve dochází ke vzniku sraženiny jodidu bismutitého, ta následně reaguje s nadbytkem jodidu za vzniku rozpustného tetrajodobismutitého komplexu:
Bi3+ + 3 KI → BiI3 + 3 K+
BiI3 + KI → K[BiI4]